# Lepus californicus
Lepus californicus (Заєць чорнохвостий) — вид ссавців ряду Зайцеподібні.

## Поширення
Країни проживання: Мексика (Агуаскальєнтес, Нижня Каліфорнія, Південна Нижня Каліфорнія, Чіуауа, Коауїла, Дуранго, Гуанахуато, Ідальго, Халіско, Нуево-Леон, Керетаро, Сан-Луїс-Потосі, Сонора, Тамауліпас, Сакатекас); США (Аризона, Каліфорнія, Колорадо, Флорида — Введена, Айдахо, Канзасі, Меріленді — введені, Массачусетс — введені, Міссурі, Монтана, Небраска, Невада, Нью-Джерсі — введені, Нью-Мексико, Оклахома, Орегон, Техас, Юта, Вірджинія — введена, Вашингтон, Вайомінг). Мешкає на висотах від 84 м до 3750 м. Мешкає в напівпустелях, степах і преріях, найчастіше займає трав'янисто-чагарникову місцевість.

## Поведінка
Раціон мінливий, залежно від наявності рослинності та місцезнаходження. Взагалі, трави і різнотрав'я протягом літа, в той час як чагарники вибираються в зимові місяці. Проявляє сутінкову харчову поведінку.
Сезон розмноження залежить від широти і екологічних факторів. Вагітність триває 40-47 днів. Дитинчата народжуються повністю опушені з відкритими очима, вони добре замасковані і є мобільними протягом декількох хвилин після народження.

## Морфологічні ознаки
Загальна довжина є 46.5-63 см. Вагою від 1,4 до 2,7 кг. Їхнє хутро сіро-коричневе зверху і білувате знизу. Вуха з чорним кінчиком. Нижня поверхня хвоста від сірого до білого, верх чорний. Самиці більші за самців.